# 深紫茴芹
深紫茴芹（学名：Pimpinella atropurpurea）为伞形科茴芹属的植物，是中国的特有植物。分布在中国大陆的云南等地，生长于海拔2,900米至3,500米的地区，见于山坡草地上以及高山草甸中，目前尚未由人工引种栽培。